# Derrick Lewis
Derrick James Lewis (Nova Orleans, 7 de fevereiro de 1985) é um lutador estadunidense de artes marciais mistas (MMA) que atualmente compete na categoria peso-pesado do UFC. Lewis é profissional no MMA desde 2010 e já lutou pelo Bellator em 2011.

## Primeiros anos
Nascido e criado com mais seis irmãos (sendo o segundo mais velho) por uma mãe solteira em Nova Orleans, Louisiana, Lewis foi um jovem rebelde e cresceu se envolvendo muitas vezes em brigas na rua.  Em 1999, Lewis e sua família mudaram-se para Houston, Texas. Aos 17 anos de idade, Lewis começou a treinar boxe e estava se preparando para sua primeira luta amadora quando a academia em que treinava fechou de maneira inesperada. Duas semanas após terminar o colegial, Lewis foi acusado de agressão e foi colocado em liberdade condicional. Dois anos depois, enquanto estudava na Killgore College com uma bolsa integral para jogar futebol americano, Lewis violou sua liberdade condicional e foi condenado a cinco anos de prisão, e acabou servindo três anos e meio. Uma semana após sair da prisão, Lewis iniciou seus treinamentos no MMA após a sugestão de um amigo.

## Carreira no MMA

### Início da carreira
Lewis iniciou sua jornada no MMA em 2009 quando fez sua estreia como amador contra Jay Ross no LSAMMA em 16 de outubro. Ele perdeu a luta por nocaute técnico após a luta ser interrompida devido a um corte sofrido por Lewis. Logo em seguida, Lewis enfrentou Tim Buchanan no United States American Combat Association em janeiro de 2010. Lewis venceu por nocaute técnico.
Após se tornar profissional, Lewis obteve um cartel de 4-1 antes de assinar com o Bellator em maio de 2010.

### Bellator Fighting Championships
Lewis era esperado para fazer sua estreia na promoção no Bellator 45 contra o brasileiro Thiago Santos. No entanto o combate foi cancelado após uma lesão em Santos.
Lewis enfrentou Tony Johnson no Bellator 46 em junho de 2011. Lewis perdeu por decisão unânime.
Após deixar o Bellator, Lewis obteve um cartel de 6-0 até assinar com o Legacy Fighting Championship.

### Legacy Fighting Championship
Lewis enfrentou Jared Rosholt pelo cinturão Peso Pesado do Legacy FC. Lewis venceu por nocaute no segundo round após conectar vários socos em Rosholt.
Lewis fez sua primeira defesa de cinturão contra Ricky Shivers. Lewis venceu o combate por nocaute técnico.
Após sua boa passagem pelo Legacy FC, Lewis assinou com o UFC.

### Ultimate Fighting Championship
Lewis era esperado para fazer sua estreia contra Nandor Guelmino no UFC Fight Night: Condit vs. Kampmann 2 em agosto de 2013. No entanto, o combate foi cancelado após Lewis sofrer uma lesão em seus treinamentos.
Lewis fez sua estreia no UFC on Fox: Werdum vs. Browne em 19 de abril de 2014 contra Jack May. Lewis venceu por nocaute técnico no primeiro round.
Em sua segunda aparição na promoção, Lewis enferntou Guto Inocente no The Ultimate Fighter 19 Finale. Lewis venceu por nocaute no primeiro round.
Lewis enfrentou Matt Mitrione em 5 de Setembro de 2014 no UFC Fight Night: Jacaré vs. Mousasi II. Ele foi derrotado por nocaute no primeiro round.
Lewis enfrentou Ruan Potts em 28 de Fevereiro de 2015 no UFC 184 e venceu com um nocaute técnico no segundo round.
Logo após sua vitória sobre Potts, Lewis foi escalado para fazer uma revanche contra Shawn Jordan em 6 de Junho de 2015 no UFC Fight Night: Boetsch vs. Henderson. Assim como na primeira luta, Lewis foi derrotado, dessa vez por nocaute técnico no começo do segundo round.
Lewis era esperado para enfrentar Anthony Hamilton em 3 de Outubro de 2015 no UFC 192. No entanto, uma lesão tirou Hamilton do evento e foi substituído por Viktor Pešta. Ele venceu a luta por nocaute técnico no terceiro round.
Lewis agora enfrentará o estreante na organização Damian Grabowski em 6 de Fevereiro de 2016 no UFC 196.
Lewis venceu Damian por nocaute técnico no primeiro round.
Lewis enfrentou o veterano Gabriel Gonzaga em 10 de abril de 2016 no UFC Fight Night: Rothwell vs. dos Santos e venceu por nocaute no primeiro round.
Lewis fez um combate de 3 rounds contra o experiente Roy Nelson no UFC Fight Night: dos Anjos vs. Alvarez. '' Big Country '' dominou a luta derrubando Lewis várias vezes , mas Lewis aplicou os golpes mais potentes e contundente, Lewis venceu por decisão dividida.
Lewis venceu o russo Shamil Abdurakhimov por nocaute no UFC Fight Night: Lewis vs. Abdurakhimov.
novamente Lewis mostrou seu poder de nocaute contra Travis Browne na luta principal do UFC Fight Night: Lewis vs. Browne , conseguindo sua 6 vitoria seguida.
Após uma guerra de 4 rounds contra o veterano Mark Hunt no UFC Fight Night: Lewis vs. Hunt, Lewis acabou sofrendo um Nocaute técnico e viu sua sequência de vitórias acabar e uma disputa por cinturão se distanciar.

## Campeonatos e realizações
- Ultimate Fighting Championship
  - Performance da Noite (Três vezes) vs. Gabriel Gonzaga, Marcin Tybura e Alexander Volkov
  - Luta da Noite (Três vezes) vs. Travis Browne, Mark Hunt e Júnior dos Santos
  - Mais nocautes no Peso Pesado do UFC (11)
- Legacy Fighting Championship
  - Campeão Peso Pesado do Legacy FC
    - (Uma defesa de cinturão)

## Cartel no MMA
| Cartel no MMA   |             |             |
| 39 lutas        | 27 vitórias | 11 derrotas |
| Por nocaute     | 22          | 7           |
| Por finalização | 1           | 2           |
| Por decisão     | 4           | 2           |
| No contest      | 1           | 1           |

| Res.    | Cartel    | Oponente               | Método                                     | Evento                                         | Data       | Round | Tempo | Local                    | Notas                                                                             |
| ------- | --------- | ---------------------- | ------------------------------------------ | ---------------------------------------------- | ---------- | ----- | ----- | ------------------------ | --------------------------------------------------------------------------------- |
| Vitória | 27-11 (1) | Marcos Rogério de Lima | Nocaute Técnico (joelhada voadora e socos) | UFC 291: Poirier vs. Gaethje 2                 | 29/07/2023 | 1     | 0:33  | Salt Lake City, Utah     | Quebrou o recorde de mais nocautes na história do UFC (14); Performance da Noite. |
| Derrota | 26-11 (1) | Sergey Spivak          | Finalização (triângulo de braço)           | UFC Fight Night: Lewis vs. Spivac              | 04/02/2023 | 1     | 3:05  | Las Vegas, Nevada        |                                                                                   |
| Derrota | 26-10 (1) | Sergei Pavlovich       | Nocaute Técnico (socos)                    | UFC 277: Peña vs. Nunes 2                      | 30/07/2022 | 1     | 0:55  | Dallas, Texas            |                                                                                   |
| Derrota | 26-9 (1)  | Tai Tuivasa            | Nocaute (cotovelada)                       | UFC 271: Adesanya vs. Whittaker 2              | 12/02/2022 | 2     | 1:40  | Houston, Texas           |                                                                                   |
| Vitória | 26-8 (1)  | Chris Daukaus          | Nocaute (socos)                            | UFC Fight Night: Lewis vs. Daukaus             | 18/12/2021 | 1     | 3:36  | Las Vegas, Nevada        | Quebrou o recorde de mais nocautes na história do UFC (13).                       |
| Derrota | 25-8 (1)  | Ciryl Gane             | Nocaute Técnico (socos)                    | UFC 265: Lewis vs. Gane                        | 07/08/2021 | 3     | 4:11  | Houston, Texas           | Pelo Cinturão Peso Pesado Interino do UFC.                                        |
| Vitória | 25-7 (1)  | Curtis Blaydes         | Nocaute (soco)                             | UFC Fight Night: Blaydes vs. Lewis             | 20/02/2021 | 2     | 1:26  | Las Vegas, Nevada        | Performance da Noite; Igualou o recorde de mais nocautes na história do UFC (12). |
| Vitória | 24-7 (1)  | Oleksiy Oliynyk        | Nocaute Técnico (socos)                    | UFC Fight Night: Lewis vs. Oleinik             | 08/08/2020 | 2     | 0:21  | Las Vegas, Nevada        | Quebrou o recorde de mais nocautes nos Pesados (11).                              |
| Vitória | 23-7 (1)  | Ilir Latifi            | Decisão (unânime)                          | UFC 247: Jones vs. Reyes                       | 08/02/2020 | 3     | 5:00  | Houston, Texas           |                                                                                   |
| Vitória | 22-7 (1)  | Blagoy Ivanov          | Decisão (dividida)                         | UFC 244: Masvidal vs. Diaz                     | 02/11/2019 | 3     | 5:00  | Nova Iorque, Nova Iorque |                                                                                   |
| Derrota | 21-7 (1)  | Junior dos Santos      | Nocaute Técnico (socos)                    | UFC Fight Night: Lewis vs. dos Santos          | 09/03/2019 | 2     | 1:58  | Wichita, Kansas          | Luta da Noite.                                                                    |
| Derrota | 21-6 (1)  | Daniel Cormier         | Finalização (mata leão)                    | UFC 230: Cormier vs. Lewis                     | 03/11/2018 | 2     | 2:14  | Nova Iorque, Nova Iorque | Pelo Cinturão Peso Pesado do UFC.                                                 |
| Vitória | 21-5 (1)  | Alexander Volkov       | Nocaute (socos)                            | UFC 229: Khabib vs. McGregor                   | 06/10/2018 | 3     | 4:49  | Las Vegas, Nevada        | Performance da Noite.                                                             |
| Vitória | 20-5 (1)  | Francis Ngannou        | Decisão (unânime)                          | UFC 226: Miocic vs. Cormier                    | 07/07/2018 | 3     | 5:00  | Las Vegas, Nevada        |                                                                                   |
| Vitória | 19-5 (1)  | Marcin Tybura          | Nocaute Técnico (socos)                    | UFC Fight Night: Cowboy vs. Medeiros           | 18/02/2018 | 3     | 2:48  | Austin, Texas            | Retorno da aposentadoria; Performance da Noite.                                   |
| Derrota | 18-5 (1)  | Mark Hunt              | Nocaute Técnico (socos)                    | UFC Fight Night: Lewis vs. Hunt                | 11/06/2017 | 4     | 3:51  | Auckland                 | Luta da Noite; Anunciou a sua aposentadoria.                                      |
| Vitória | 18-4 (1)  | Travis Browne          | Nocaute (socos)                            | UFC Fight Night: Lewis vs. Browne              | 19/02/2017 | 2     | 3:12  | Halifax, Nova Scotia     | Luta da Noite.                                                                    |
| Vitória | 17-4 (1)  | Shamil Abdurakhimov    | Nocaute Técnico (socos)                    | UFC Fight Night: Lewis vs. Abdurakhimov        | 09/12/2016 | 4     | 3:42  | Albany, New York         |                                                                                   |
| Vitória | 16-4 (1)  | Roy Nelson             | Decisão (dividida)                         | UFC Fight Night: dos Anjos vs. Alvarez         | 07/07/2016 | 3     | 5:00  | Las Vegas, Nevada        |                                                                                   |
| Vitória | 15-4 (1)  | Gabriel Gonzaga        | Nocaute (socos)                            | UFC Fight Night: Rothwell vs. dos Santos       | 10/04/2016 | 1     | 4:48  | Zagreb                   | Performance da Noite.                                                             |
| Vitória | 14-4 (1)  | Damian Grabowski       | Nocaute Técnico (socos)                    | UFC Fight Night: Hendricks vs. Thompson        | 06/02/2016 | 1     | 2:17  | Las Vegas, Nevada        |                                                                                   |
| Vitória | 13-4 (1)  | Viktor Pešta           | Nocaute Técnico (socos)                    | UFC 192: Cormier vs. Gustafsson                | 03/10/2015 | 3     | 1:15  | Houston, Texas           |                                                                                   |
| Derrota | 12-4 (1)  | Shawn Jordan           | Nocaute Técnico (chute e socos)            | UFC Fight Night: Boetsch vs. Henderson         | 06/06/2015 | 2     | 0:48  | New Orleans, Louisiana   |                                                                                   |
| Vitória | 12-3 (1)  | Ruan Potts             | Nocaute Técnico (socos)                    | UFC 184: Rousey vs. Zingano                    | 28/02/2015 | 2     | 3:18  | Los Angeles, California  |                                                                                   |
| Derrota | 11-3 (1)  | Matt Mitrione          | Nocaute (socos)                            | UFC Fight Night: Jacaré vs. Mousasi II         | 05/09/2014 | 1     | 0:41  | Ledyard, Connecticut     |                                                                                   |
| Vitória | 11-2 (1)  | Guto Inocente          | Nocaute (socos)                            | TUF 19 Finale                                  | 06/07/2014 | 1     | 3:30  | Las Vegas, Nevada        |                                                                                   |
| Vitória | 10-2 (1)  | Jack May               | Nocaute Técnico (socos)                    | UFC on Fox: Werdum vs. Browne                  | 19/04/2014 | 1     | 4:23  | Orlando, Florida         | Estreia no UFC.                                                                   |
| Vitória | 9-2 (1)   | Ricky Shivers          | Nocaute Técnico (socos)                    | Legacy Fighting Championship 18                | 01/03/2013 | 3     | 4:22  | Houston, Texas           | Defendeu o Título Peso Pesado do Legacy FC.                                       |
| Vitória | 8-2 (1)   | Jared Rosholt          | Nocaute (socos)                            | Legacy Fighting Championship 13                | 17/08/2012 | 2     | 2:41  | Dallas, Texas            | Ganhou o Título Peso Pesado do Legacy FC.                                         |
| Vitória | 7-2 (1)   | Justin Frazier         | Nocaute Técnico (chute no corpo e socos)   | RFA 2: Yvel vs. Alexander                      | 30/03/2012 | 1     | 2:37  | Kearney, Nebraska        |                                                                                   |
| NC      | 6-2 (1)   | Jeremiah Constant      | Sem Resultado (golpes na nuca)             | Fight To Win: Paramount Prize Fighting 2012    | 27/01/2012 | 1     | 0:48  | Denver, Colorado         | Lewis disferiu golpes acidentais na nuca.                                         |
| Vitória | 6-2       | Rakim Cleveland        | Nocaute Técnico (socos)                    | Legacy Fighting Championship 9                 | 16/12/2011 | 3     | 3:12  | Houston, Texas           |                                                                                   |
| Vitória | 5-2       | Jay Peche              | Nocaute Técnico (socos)                    | Immortal Kombat Fighting                       | 03/09/2011 | 1     | 0:46  | Spring, Texas            |                                                                                   |
| Derrota | 4-2       | Tony Johnson           | Decisão (unânime)                          | Bellator 46                                    | 25/06/2011 | 3     | 5:00  | Hollywood, Flórida       |                                                                                   |
| Vitória | 4-1       | Taylor Herbert         | Nocaute Técnico (socos)                    | International Xtreme Fight Association         | 26/02/2011 | 1     | 2:14  | Houston, Texas           |                                                                                   |
| Vitória | 3-1       | Rakim Cleveland        | Finalização (chave de braço)               | Worldwide Gladiator                            | 12/11/2010 | 2     | 1:33  | Pasadena, Texas          |                                                                                   |
| Vitória | 2-1       | Ryan Martinez          | Nocaute Técnico (socos)                    | Fight to Win/King of Champions: Worlds Collide | 24/07/2010 | 2     | 1:03  | Denver, Colorado         |                                                                                   |
| Derrota | 1-1       | Shawn Jordan           | Decisão (unânime)                          | Cajun Fighting Championships: Full Force       | 25/06/2010 | 3     | 5:00  | Lafayette, Louisiana     |                                                                                   |
| Vitória | 1-0       | Nick Mitchell          | Nocaute Técnico (socos)                    | Worldwide Gladiator                            | 09/04/2010 | 2     | 1:33  | Pasadena, Texas          |                                                                                   |